# Барон Ховик Глендейлский

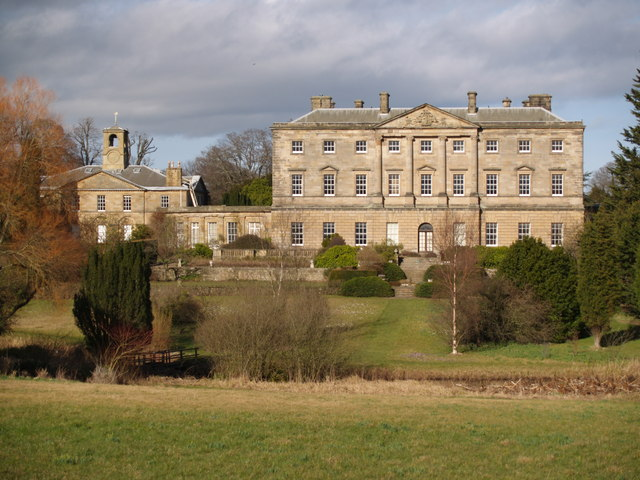
Ховик-Холл, резиденция баронов Ховик Глендейлских

Барон Ховик Глендейлский из Ховика в графстве Нортумберленд — наследственный титул в системе Пэрства Соединённого королевства. Он был создан 8 февраля 1960 года для сэра Ивлина Бэринга (1903—1973). Он занимал должности губернатора Южной Родезии (1942—1944), губернатора Кении (1952—1959) и Британского верховного комиссара в Южной Африке (1944—1951). Член известной семьи Бэринг, он был младшим (третьим) сыном Ивлина Бэринга, 1-го графа Кроумера (1841—1917), и правнуком Фрэнсиса Бэринга, 1-го баронета (1740—1810), основателя Barings Bank. Ивлин Бэринг был племянником Эдварда Бэринга, 1-го барона Ревелстока, отца английского литератора Мориса Бэринга. Другими членами семьи Бэринг были Фрэнсис Бэринг,1-й барон Нортбрук (1796—1866), и Александр Бэринг, 1-й барон Ашбертон (1774—1848).
По состоянию на 2024 год носителем титула являлся сын первого барона, Чарльз Ивлин Бэринг, 2-й барон Ховик Глендейлский (род. 1937), который наследовал своему отцу в 1973 году.
Семейная резиденция — Ховик-Холл в окрестностях Ховика в графстве Нортумберленд.

## Бароны Ховик из Глендейла (1960)
- 1960—1973: Ивлин Бэринг, 1-й барон Ховик Глендейлский (29 сентября 1903 — 10 марта 1973), третий сын майора достопочтенного Ивлина Бэринга, 1-го графа Кроумера (1841—1917)[1];
- 1973 — настоящее время: Чарльз Ивлин Бэринг, 2-й барон Ховик Глендейлский (род. 30 декабря 1937), единственный сын предыдущего[2];
  - Наследник титула: достопочтенный Дэвид Ивлин Чарльз Бэринг (род. 26 марта 1975), единственный сын предыдущего[3].